# Chevrolet Bolt
Ne doit pas être confondu avec Chevrolet Volt ou Chevrolet Bolt EUV.
La Chevrolet Bolt est une citadine électrique produite par le constructeur automobile américain Chevrolet de 2016 à 2023. Elle est commercialisée en Europe sous l'appellation Opel Ampera-e.

## Histoire
Un concept préfigurant cette version définitive est dévoilé au salon de Détroit en 2015.

### Développement
GM Korea a commencé à développer la Bolt en 2012 avec une équipe de 180 personnes, avec un concept initial qui a fait ses débuts au Salon international de l'auto de l'Amérique du Nord 2015.
En juin 2015, General Motors avait testé plus de 50 prototypes de Bolt fabriqués à la main au General Motors Proving Grounds de Milford, Michigan. Les voitures été testées sur des terrains d'essai et à l'étranger pour la dynamique et la maniabilité de conduite, le confort de la cabine, le silence, la capacité de charge et l'efficacité énergétique.
Alan Batey, directeur de General Motors Amérique du Nord, a annoncé en février 2015 que la Bolt EV était destiné à la production et serait disponible dans les 50 États. GM prévoit également de vendre la Bolt sur certains marchés mondiaux.
La Bolt officielle a été dévoilée au CES de Las Vegas. Lors du discours de Mary Barra, PDG de GM, au salon, Chevrolet a confirmé une autonomie estimée à 320 km ou plus, un prix d'environ 30 000 $ US après aides gouvernementales, et a déclaré qu'elle serait disponible fin 2016. Barra prévoyait en février 2016 que la version européenne, commercialisée sous le nom d'Opel Ampera-e (ou Vauxhall Ampera-e au Royaume-Uni), entrerait en production en 2017.
Puis au Salon de Détroit en janvier 2016. En mars 2016, GM a publié des photos et une courte vidéo de la Bolt de pré-production à l'usine de la société Orion Assembly à l'extérieur de Détroit, testant la fabrication et l'outillage. L'interface pour l'utilisateur de la voiture a été développée en Israël.

### Rentabilité
Une source anonyme citée par Bloomberg News estime que General Motors devrait subir une perte comprise entre 8 000 et 9 000 $ US par Bolt vendue. Un porte-parole de GM a d'abord refusé de commenter la rentabilité attendue. Opel a réfuté cela en décembre 2016 et déclare que GM a des coûts en cellule de batterie de 130 $/kWh, et que l'industrie n'est pas encore optimisée pour la production de masse. Un démantelement d'UBS en 2017 a suggéré des pertes légèrement plus faibles par véhicule, de 7 418 $ sur une finition de base à 5 520 $ sur un véhicule de finition supérieure. Ils estiment que d'ici 2025 la Bolt réalisera un bénéfice d'environ 6 000 $ par véhicule.

### Production
L'assemblage final a lieu à l'usine Orion Assembly de GM dans le canton d'Orion, Michigan, qui a reçu une mise à niveau de 160 millions de dollars américains pour la production des Bolt. La fabrication de la batterie, du moteur et de l'unité de conduite a commencé en août 2016 chez LG, Incheon, Corée du Sud.
La voiture est conçue pour une production flexible en ayant une partie de la batterie dans la même position que les réservoirs de carburant sur les voitures à moteur à combustion interne, et est fabriquée sur la même chaîne de montage que la Chevrolet Sonic, avec un taux combinée de 90 000 par an. Bien que la voiture soit assemblée près de Détroit, elle ne contient que 20% de pièces d'origine nationale.
Les analystes tablaient sur une production de 22 000 Bolts par an et quelques milliers d'Ampera-e. La production peut augmenter de 30 000 à 50 000 voitures par an selon la demande. La production régulière initiale avait commencé début novembre 2016 au rythme de 9 voitures par heure, augmentant progressivement à 30 voitures par heure. Les livraisons au détail ont commencé en Californie en décembre 2016.
La production régulière devait commencer en octobre 2016 avec 25 000 à 30 000 voitures la première année,.

## Conception
La Bolt a été conçu à partir de 2012 par une équipe de 180 personnes dans le studio GM de Corée (anciennement Daewoo Korea), en tant que voiture du segment B et sur sa propre plate-forme, et ne partage aucun élément avec les voitures Chevrolet Sonic / Spark de la plate-forme Gamma de GM,.
L'EPA classe la Bolt comme "petit break", avec moins de volume intérieur,. GM se réfère à la Bolt comme un crossover. Le volume pour les passagers est de 2 700 dm3 et l'espace de chargement est de 480 dm3 (381 litres).
Les portes, le hayon et le capot de la Bolt sont en aluminium. Le conducteur peut régler le niveau de récupération du freinage lorsque la pédale d'accélérateur est levée. Les sièges avant sont asymétriques pour maximiser le volume de la cabine tout en accueillant les airbags.
GM prévoyait des mises à jour des logicielles direct pour 2017, mais la fonctionnalité a finalement été publiée sur la Bolt en avril 2018

## Caractéristiques

### Batterie
Elle est équipée d'une batterie électrique de 60 kWh trouvée dans le moteur avec une autonomie de 320 km. 80 km d'autonomie supplémentaire sont disponibles après une charge de 2 heures sur une prise de 240 volts grâce au chargeur intégré à la voiture.
La batterie de la Bolt utilise une chimie "lithium-ion riche en nickel", permettant aux cellules de fonctionner à des températures plus élevées que celles des véhicules électriques de GM précédents, permettant un système de refroidissement liquide plus simple[réf. nécessaire] et moins cher[réf. nécessaire] pour les batteries de 60 kWh (220 MJ). La batterie est un élément sollicité et pèse 440 kg. Elle représente 23% de la valeur de la voiture et sont composées de 288 cellules plates au format "paysage". Les cellules sont regroupées en groupes de trois, connectés en parallèle, et 96 groupes connectés en série composent le pack. La batterie a une puissance nominale de 160 kW pour éviter de limiter le moteur à 150 kW / 340 N m. GM offre une garantie de batterie de 8 ans ou 160 000 km et ne prévoit pas d'autres tailles de batterie.
En octobre 2015, General Motors a annoncé qu'elle achètera les cellules de batterie à LG Chem pour la Bolt au prix de 145 $ le kilowatt-heure, ce qui représente un minimum de 8 700 $ de revenus par voiture. Le coût serait d'environ 100 $ moins cher par kWh que le prix que LG donnait à d'autres clients à l'époque,. GM estimé le prix d'une cellule à 130 $ / kWh en décembre 2016.
Alors qu'elle devait initialement partager sa technologie de batterie lithium-ion avec la Chevrolet Volt de deuxième génération,, la version de production de la Bolt utilise des batteries d'une chimie différente plus adaptées aux différents cycles de charge pour un véhicule électrique à longue portée, par rapport à la charge / décharge plus fréquente des hybrides et des véhicules électriques à courte portée.
L'année modèle 2020 aura une capacité de batterie augmentée à 66 kWh, en raison d'un petit changement apporté à la chimie de la batterie, ce qui augmente la portée nominale de l'EPA à 34 km[citation nécessaire].

### Train d'entraînement
Les autres spécifications incluent un moteur électrique à aimant permanent intérieur de 203 ch (149 kW) et 361 N m, une accélération de 0 à 48 km/h en 2,9 secondes et 0–97 km/h en moins de 7 secondes, et une vitesse de pointe de 146 km/h. Le moteur électrique est intégré à une transmission à une vitesse et au différentiel, pour former une seule unité d'entraînement modulaire qui se connecte directement à l'essieu avant. La transmission à une vitesse a un rapport d'entraînement final de 7,05:1,,,.

### Carrosserie et châssis
Le Bolt EV est un modèle avec un hayon haut et à un poids à vide de 1 625 kg. Malgré sa hauteur totale de près de 1,6 mètre, le centre de gravité est à moins de 53 cm au-dessus du sol, offrant une tenue de route étonnamment stable dans les virages. Le centre de gravité bas est dû au montage sous plancher de la batterie, suivant l'exemple de la Tesla Model S.
La Bolt utilise la conception de carrosserie hayon kammback à faible traînée, désormais courante, avec des courbes de balayage menant à un arrière brutal. Il a été initialement rapporté que son coefficient de traînée était de Cd = 0,32 mais GM indique que le véhicule de production final a Cd = 0,308.

### Portée et efficacité
Selon la méthodologie de test à cinq cycles de l'Environmental Protection Agency (EPA) américaine, l'économie de carburant de la Bolt est évaluée à un équivalent en essence de 2,0 litres aux 100 km pour la conduite combinée, 1,8 litre aux 100 km en ville et 2,1 litres aux 100 km sur autoroute Le temps de charge est évalué à 9,3 heures sur un chargeur rapide de niveau 2.
La Bolt EV a une autonomie combinée, évaluée par l'EPA, de 238 milles (383 km). Pour la conduite en ville, l'EPA a évalué la portée de la Bolt à 410 km, et en raison de son coefficient de traînée relativement élevé, sa portée pour la conduite sur autoroute est de 349 km. Un propriétaire de Bolt a pu conduire de McHenry, dans la partie ouest de l'État du Maryland, à Ocean City, Maryland, sur une distance de 504 km, avec une seule charge.
L'Ampera-e a une autonomie certifiée de 520 km dans le cadre du cycle de test du New European Driving Cycle (NEDC) avec une batterie pleine, et a atteint une autonomie de 380 km dans le cadre du test Worldwide harmonized Light vehicles Test Procedures (WLTP). Opel s'attendait à ce que l'Ampera-e atteigne une portée NEDC d'environ 500 km.
Jusqu'en juillet 2017, la Bolt était la seule voiture électrique rechargeable avec un prix de base de moins de 50000 $ US capable de fournir une autonomie, évaluée par l'EPA, de plus de 320 km. Toutes les autres voitures électriques en dessous de ce seuil de prix et disponibles pour la vente au détail, à l'exception de la Tesla Model 3, peuvent parcourir de 354 à 523 km sur une seule charge. Parmi les autres voitures de série entièrement électriques vendues aux États-Unis, la berline Tesla Model S et le crossover Model X peuvent parcourir plus de 400 et 600 km.

### Mise en charge
Tous les modèles de Bolt supportent les prises de charge SAE EV standard, au niveau 1 ou au niveau 2 (courant alternatif). Une option d'usine supporte la charge de niveau 3 (cycle de charge rapide) avec le système SAE Combo DC. Un adaptateur portable de charge de niveau 1 est fourni avec chaque Bolt, rangé dans un compartiment spécial sous le plancher du hayon. Il est répertorié UL pour fonctionner à 120 VAC sur le marché américain, mais il est capable de fonctionner à 240 VAC.
La charge de niveau 1 (110 VCA) fournit environ 1 kW et ajoute 5 à 8 km d'autonomie par heure de charge. La charge de niveau 2 (240 VCA) fournit jusqu'à 7,2 kW et ajoute 30 à 50 km d'autonomie par heure de charge. La charge de niveau 3 avec système de charge rapide combiné SAE Combo DC de 55 kW en option peut augmenter la portée à 240 km. Le manuel d'utilisation de la Bolt suggère une charge rapide jusqu'à seulement 80% de charge pour assurer une charge constante de 50 kW,. Le taux de charge rapide descend à 38 kW à 56% de charge et à nouveau à 24 kW à 68% de charge. Au-dessus de 85%, le taux de charge varie de 16kw à 0kw.

### Pneus
La Bolt EV est livrée avec des pneus auto-scellants dont les surfaces intérieures sont recouvertes d'un composant collant pour sceller automatiquement les petites fuites et crevaisons dans la zone de la bande de roulement. Il n'y a pas de roue de secours ni de lieu (officiel) de stockage. La voiture est équipée d'un système numérique de surveillance de la pression des pneus pour avertir le conducteur si un pneu fuit, et un kit de compresseur d'air portable est fourni en tant que pièce standard. Sous le coffre à hayon arrière, il y a un espace qui peut être utilisé pour stocker une pièce de rechange sous-dimensionnée, et certains propriétaires y portent une roue de secours de Chevrolet Cruze compatible.

### Essais routiers
La portée de 383 km évaluée par l'EPA a été confirmée par des journalistes automobiles conduisant une Bolt de préproduction avec une batterie de 60 kWh. Conduit sous différents modes de conduite avec la climatisation activée, le trajet entre Monterey et Santa Barbara s'est achevé avec une consommation d'énergie de 50,1 kWh, ce qui représente une efficacité moyenne de 12,9 kWh aux 100 km. Un total de 382,7 km ont été parcourus, avec l'affichage de la Bolt montrant 55 km d'autonomie restante. Plusieurs autres journalistes ont effectué un essai avec une Bolt de pré-production sur le même itinéraire, et tous ont rapporté des résultats similaires concernant la portée estimée de la Bolt par l'EPA,,,,.
Dans le cadre de ses débuts au Mondial de l'automobile de Paris 2016, Opel a rapporté avoir conduit une Ampera-e, sans recharger, de Piccadilly Circus à Londres jusqu'à la Porte de Versailles à Paris, le lieu de l'exposition. La Bolt rebadgée a parcouru 417 km avec 80 km d'autonomie restante,.

## Marchés et ventes

### États Unis
Les commandes ont commencé en Californie et en Oregon à la mi-octobre 2016. Les trois premières Bolt ont été livrées dans la région de la baie de San Francisco le 13 décembre 2016 et un total de 579 unités ont été livrées en 2016. La disponibilité a été déployée progressivement aux États-Unis et, en août 2017, la voiture était disponible dans tout le pays.
Le profil de la demande ne correspondait pas exactement aux prévisions, ce qui a conduit GM à ralentir sa production en juillet 2017. Cependant, au cours des derniers mois de 2017, la demande des Bolt a augmenté rapidement ; en octobre, elle a dépassé tout autre modèle de voiture électrique, y compris ceux de Tesla. Les ventes ont totalisé 23297 unités en 2017, ce qui fait de la Bolt la deuxième voiture plug-in la plus vendue aux États-Unis en 2017 après la Tesla Model S (≈26500),. En Californie, la Bolt figure comme la voiture plug-in la plus vendue avec 13 487 unités livrées, devant la Tesla Model S, deuxième avec 11 813 unités. La Bolt a également dominée le segment des sous-compactes en 2017 dans l'État, avec une part de marché de 14,7% de toutes les voitures neuves vendues dans cette catégorie. En février 2018, les ventes cumulées sur le marché américain totalisaient 26477 unités.
En janvier 2019, GM a annoncé que les ventes américaines de la Bolt de 2018 s'élevaient à 18019, en baisse de 22% par rapport à l'année précédente. (Les ventes américaines de Tesla Model 3, en revanche, sont passées de 1 764 en 2017 à 139 782 en 2018.) Les ventes combinées de Bolt et Volt ont également déclenché le début de la suppression complète des aides gouvernementales de 7500 $ au quatrième trimestre 2018, ce qui a réduit les aides gouvernementale à 3750 $ en avril 2019 et à 1875 $ en octobre 2019 avant de disparaître entièrement en avril 2020.

### Canada
La Bolt est disponible au Canada depuis le début de 2017. Au total, 2122 véhicules électriques Bolt ont été vendus au Canada en 2017.

### Norvège
Le lancement de l'Ampera-e sur le marché norvégien était prévu pour avril 2017, lorsque 13 ont été enregistrés,. Les livraisons aux clients de détail ont commencé le 17 mai 2017. Plus de 4000 voitures ont été commandées en Norvège, certaines devant être livrées en 2018. Les enregistrements ont totalisé 1121 unités en 2017.

### Corée du Sud
En Corée du Sud, General Motors a ouvert le carnet de commandes le 18 mars 2017 et les 400 unités du premier lot ont été vendues en 2 heures.

## Controverse sur l'arrêt européen
En octobre 2017, les concessionnaires européens ont été invités à cesser complètement d'accepter les commandes d'Ampera-e (connu sous le nom de Chevrolet Bolt aux États-Unis), apparemment en raison de problèmes d'approvisionnement, au moment où dans le pays de la Norvège (qui a une population de seulement 5,2 millions, plus petit que celui du Minnesota) 4 000 à 5 000 personnes avaient déjà commandé la voiture,. À cette époque, la Bolt était proposée à la vente en Norvège au prix de 35000 $, pas beaucoup plus élevé que celui de la Nissan Leaf, bien que sa portée et sa capacité de batterie soient au moins 50% supérieures à celles de la Leaf.
Le fait que GM limitait les livraisons de la Bolt en Norvège, son marché le plus prometteur en 2017, a fait soupçonner qu'il allait "tuer" le modèle en Europe. Aucune nouvelle Bolt n'a pu être commandée en Norvège après 2017 et les livraisons en Norvège ont complètement cessé en 2018. GM a été accusé d'avoir délibérément saboté son propre programme de véhicule électrique dans le passé.
En 2018, il était pratiquement impossible de commander la voiture en Europe (bien qu'en novembre 2018, elle aurait été mise en vente aux Pays-Bas au prix de 53 000 $). Les statistiques montrent qu'en février 2019, un total de moins de 5000 Bolt avaient déjà été livrés dans toute l'Europe. Le nouveau propriétaire de la marque Opel a proposé aux clients l'Opel Crossland X, une voiture à essence ou diesel avec un style rappelant légèrement la Bolt, et a suggéré qu'il allait faire deux véhicules électriques basés sur l'Opel Corsa et la Peugeot 208 (les deux étant des voitures à faible puissance et avec un volume intérieur plus petit que la Bolt).
À la fin de 2018, environ un an après que les Norvégiens aient été empêchés de commander plus de Bolt, un concurrent proche, la Hyundai Kona EV (avec une batterie de 64 kWh), a été mis en vente là-bas. L'attribution annuelle entière des voitures a été vendue presque instantanément.

## Récompenses et reconnaissance
La Bolt a remporté les prix de la voiture de l'année Motor Trend de 2017, voiture nord-américaine de l'année 2017,, voiture verte de l'année par les Choix des lecteurs d'AutoGuide.com de 2017, prix de l'excellence automobile par Popular Mechanics de l'année 2017 et voiture verte à acheter par Reports Best Car de 2017. La Bolt a également terminée dans la liste des 10 meilleures voitures de Car & Driver pour 2017 La Chevrolet Bolt a également remporté la voiture verte de l'année 2017 décernée par le Green Car Journal. Elle a également été nommée par Time Magazine parmi sa liste des 25 meilleures inventions de 2016 et parmi les 10 plus grandes innovations automobiles de Popular Science en 2016. La Bolt EV a battu la Cadillac CT6 et la Jaguar XE pour remporter le prix de la voiture de l'année par Detroit Free Press. Automobile a inclus la Bolt dans sa liste All Star 2017.

## Confusion des noms de pré-production
En 2015, Chevrolet a reconnu la confusion entre deux véhicules aux noms similaires; Bolt and Volt.
Le chef du marketing de Chevrolet, Tim Mahoney, a par la suite annoncé que GM conserverait le nom de Bolt.
Autoblog a projeté une confusion similaire parmi les clients européens où l'Opel Ampera-e (la variante de la Bolt) n'est qu'à une lettre d'Opel Ampera, la Chevrolet Volt de génération précédente vendue en Europe - ce qui suggère que les noms pourraient confondre les clients qui pensent que la toute nouvelle berline électrique est étroitement liée à l'ancienne berline hybride rechargeable.
Tata Motors possède une voiture nommée Bolt sur le marché depuis 2014 et a déposé la marque en Inde et dans d'autres pays.

## Phase 2

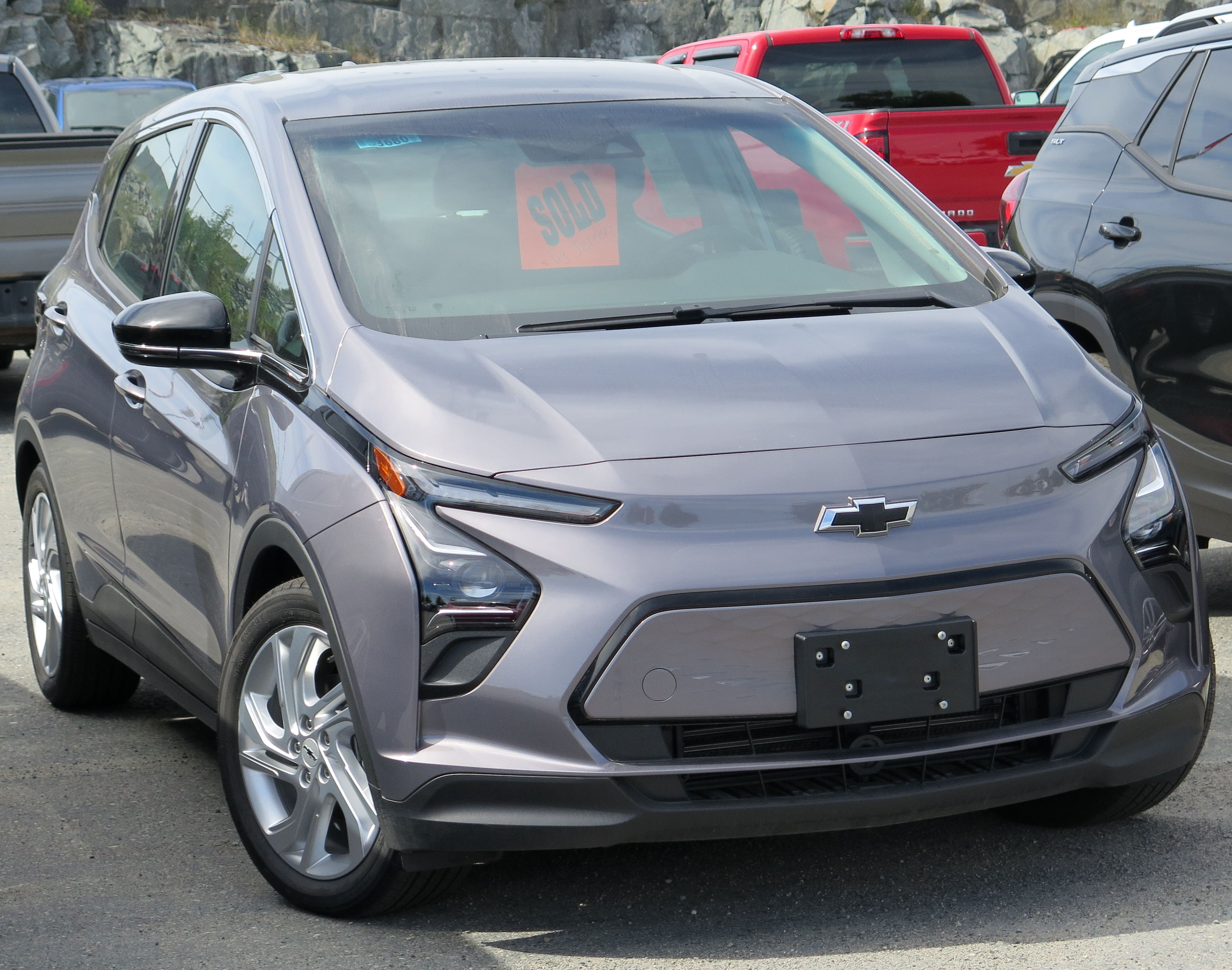
Chevrolet Bolt Phase 2

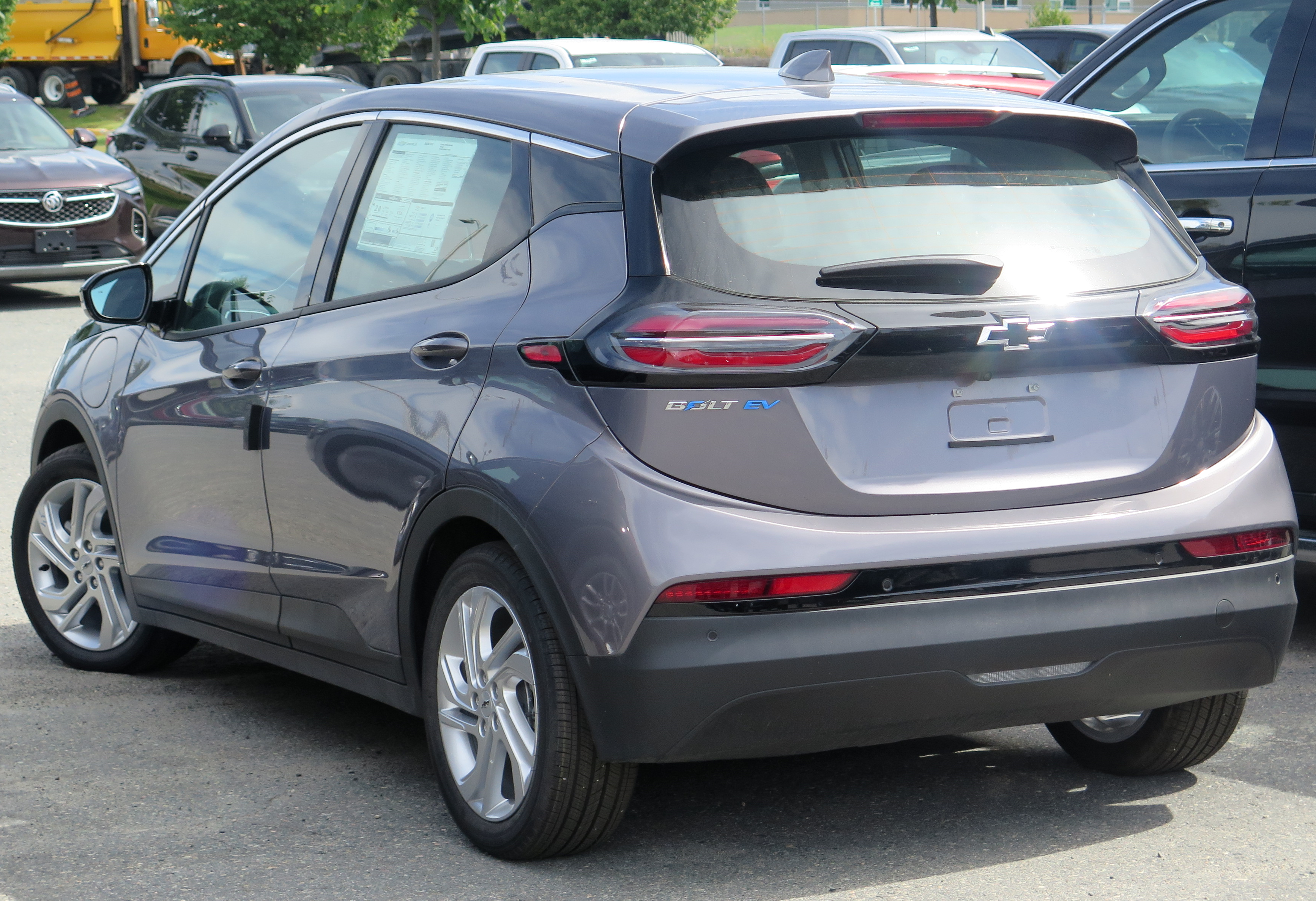
Chevrolet Bolt Phase 2

Cinq ans après le lancement réussi de la première Bolt EV, Chevrolet a présenté une version actualisée qui ressemble à une toute nouvelle génération. Chevrolet a vendu plus de 100 000 unités de la Bolt EV en seulement cinq ans avant de présenter la version 2021. Même s'il ne s'agissait pas d'une nouvelle génération, elle présentait quelques différences qui la rendaient plus attrayante. La meilleure d'entre elles est son prix, qui a baissé d'environ 15 % par rapport à sa prédécesseure. Ainsi, elle bat à nouveau Tesla en proposant la voiture électrique la plus abordable du marché.
La Bolt EV 2021 n'a pas changé de forme. Elle ressemble à un mélange entre une voiture à hayon et un monospace. Ce n'était peut-être pas la meilleure solution esthétique, mais elle fonctionnait bien pour la marque au nœud papillon. Le nouveau modèle est équipé de feux diurnes et de phares à LED, alors que sa prédécesseure n'était disponible qu'avec des ampoules ordinaires. Son nouveau bouclier avant se caractérise par une calandre noircie avec l'emblème Chevy au centre.
À l'intérieur, la Bolt EV 2021 présente un tableau de bord simple avec un écran d'infodivertissement de 10,2 pouces placé au centre. Un écran TFT de 8 pouces remplit le tableau de bord et rend les cadrans analogiques obsolètes. En option, Chevrolet a installé un système de sécurité qui mesure la fatigue du conducteur et l'avertit qu'il doit s'arrêter pour faire une sieste. C'est compréhensible puisque la voiture roule en silence pour les cinq passagers qui peuvent s'asseoir à l'intérieur. A l'arrière, la banquette rabattable 60/40 permet d'agrandir le coffre.
Sous le capot, Chevrolet a conservé le même système électrique que son prédécesseur. Un moteur électrique de 200 ch alimenté par une batterie de 65 kWh assure une autonomie de 416 km avec une charge complète.

## Autres variantes

### Opel Ampera-e

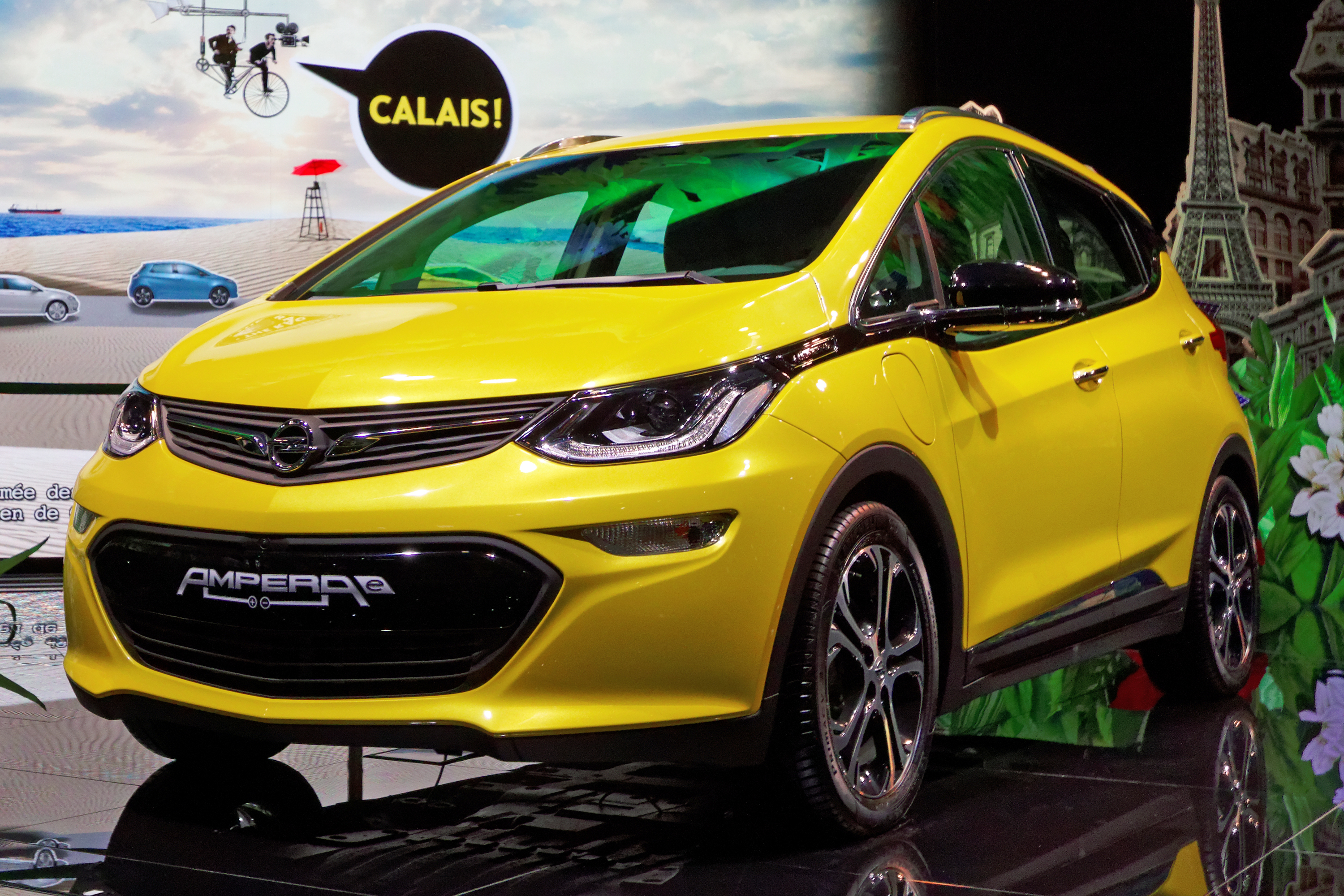
Opel Ampera-e présentée lors au Mondial de Paris 2016.

La Chevrolet Bolt était aussi commercialisée en Europe vers 2017 sous le badge Opel et se voyait baptisée Ampera-e. Ses premières photos officielles ont été présentées le 11 février 2016 avant qu'elle soit dévoilée au Mondial de Paris 2016. C'est un modèle électrique qui remplace l'Ampera commercialisée de 2011 à 2015, dont son nom est suivi d'un e, pour électrique. La Chevrolet Bolt et l'Opel Ampera-e partagent les mêmes caractéristiques techniques.
Sa production s'arrête en 2021 sur le marché européen.